# 壮麗亜美
壮麗 亜美（そうれい あみ、1997年3月20日 - ）は、日本の女性プロレスラー、フリーランスの俳優。福島県出身。スターダム所属。血液型A型。本名ならびに旧リングネームは三浦 亜美（みうら あみ）。

## 来歴・戦績
スポーツは小学生の頃からバレーボールと水泳をやっており、中学生の頃には本人曰く「足は全然速くない」ということだったが特設された駅伝部にも呼ばれた。高校生時代の部活は演劇部で、その頃は声優か女優を目指していた。芸術系大学を受験していたが不合格になり、高校卒業後に福島から上京後は通信制の大学に通っていた。その大学を卒業後に舞台に出るようになり、既にActwres girl'Zに練習生として通っていた月山和香に「運動したい」という話をしたところ誘われて、2020年2月にActwres girl'Zの練習生となる。
2020年8月14日、Actwres girl'Z後楽園大会でnoki-A相手に、本名の「三浦 亜美」のリングネームでプロレスラーデビュー。
2021年11月、センダイガールズプロレス主催のじゃじゃ馬トーナメントにエントリー。1回戦で宝山愛を撃破するも、2021年12月より練習中のけがのため欠場期間に入り、のちに左膝前十字靭帯断裂と診断され、2回戦（対戦相手は梅咲遥）は不戦敗となる。
2021年12月31日、Actwres girl'Zのプロレス活動終了およびBeginning、Color’s解散に伴い、Actwres girl'Zを卒業。プロレスラーとしての活動は継続する。
2022年3月26日、スターダム両国国技館大会に、朱里が予告していた「最強のボディーガード」として来場した。3月29日、スターダム「STARDOM Cinderella tournament」の記者会見に登場し、「壮麗 亜美」へのリングネームの変更とトーナメントへの参加を発表した。
4月3日、STARDOM Cinderella tournament1回戦で朱里と対戦し敗れた後、朱里の新ユニット「God's Eye」にMIRAIと共に参加した。
6月に行われた5★STAR GP 2022本戦への出場をかけた出場権争奪リーグ戦を4戦全勝で突破し初出場を決めると、本戦でも渡辺桃や葉月、同門のMIRAIを新技「雷の如く」で下し快進撃を続けたが、白川未奈に弱点の左膝を攻められ足4の字固めで敗れるとそこから失速し、5勝6敗1分の勝ち点11でリーグ戦を終えた。
10月19日、新宿住友ホールで行われた「FIBREPLEX presents NEW BLOOD 5」のメインイベントで羽南を雷の如くで破り、フューチャー・オブ・スターダム王座を獲得。キャリア初戴冠となった。
2023年4月23日、『ALLSTAR GRAND QUEENDOM 2023』にて、MIRAIとのタッグでゴッデス・オブ・スターダム王座に挑戦し、王者組の高橋奈七永、優宇組を相手にリングアウト勝ちを収め、ゴッデス王座を戴冠する。
5月12日、吏南に敗れ、フューチャー王座を失う。また、6月25日にはゴッデス王座を失った。
2024年7月16日、抱えていた左膝の前十字靭帯の負傷と練習中に負傷した半月板の手術のため欠場を発表。

## 人物
- 龍が如くシリーズのファンで、同シリーズに出演するのが夢と語っている[13]。
  - 2024年6月に行われた『龍が如く』最新作の出演者オーディションに応募した[14][15]。

## 得意技

### フィニッシュ・ホールド
雷の如く
相手をうつ伏せに肩に抱え上げ、垂直落下に頭から叩きつける変形パイルドライバー。
旋回式ブレーンバスター
ブルーサンダー
抱え式バックドロップの要領で相手を担ぎ上げ、そのまま旋回させながら開脚式でシットダウンし、背中からマットに叩きつけは変形ボム。

### 打撃技
前方回転ラリアット
ヒットさせたと同時に前方回転するオリジナル技。
ショルダー・タックル
チョップ

### 投げ技
デスバレーボム
パワーボム

## タイトル歴
スターダム
- 第9代フューチャー・オブ・スターダム王座
- 第27代ゴッデス・オブ・スターダム王座
  - w / MIRAI
- 第31代アーティスト・オブ・スターダム王座
  - w / 朱里&MIRAI
- TRIANGLE DERBY 優勝（2024年）
  - w / 朱里&MIRAI

## テーマ曲
- Bring it on! 〜 2022～
- REIGN / SEGA SOUND TEAM （龍が如く０）〜 2020 - 2022